# Поділля (Тернопіль)
«Поділля» — футбольна команда, секція Українського Спортового Товариства «Поділля» у місті Тернопіль.

## Історія

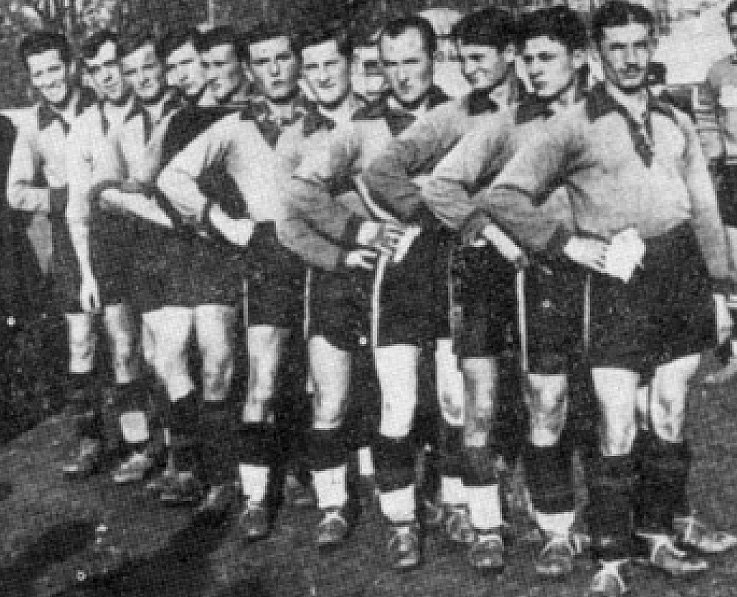
«Поділля» у 1937 році

Від 1905 року існував як «кружок гри у копаний м'яч». Заснований при гімназії в Тернополі (українській чи державній імені Франца Йозефа) у 1909 році. Тоді ж відбувся перший офіційний матч між командами «Поділля» і «Креси». Заснування пов'язане з іменем професора природи Семена Сидоряка, який підтримував тісні контакти з Іваном Боберським.
Товариство «Поділля» дбало не лише про футбол, а й різні види спорту, фізичне загартування молоді, але й про її духовний світ. Тут діяв драматичний гурток, влаштовуються дружні вечори, читаються лекції на різні теми. Першою світовою війною «Поділля» культивує не тільки футбол, а й зимові види спорту, як краєзнавство та мандрівництво (туризм по сучасному). Футбольна секція «Поділля» була однією з найбільш популярних в 1910/1911 рр. адже в цей час існувало 6 команд.
До 1914 року при гімназії створено 5 команд, провідна — «Поділля-1», її називали дружиною Вациків, оскільки в ній грали 3 брати, капітан — нападник П. Вацик.
Від 1918 команда відновила діяльність, провадила товариські матчі, 1921 — зареєстрована, придбала форму та м'ячі.
У 1924 році при УСТ «Поділля» діяли 2 дружини копаного м'яча, які грали з місцевими українськими, польськими, єврейськими та іногородніми командами.
У 1930-ті називалася командою Королюків, у ній — теж 3 брати; здобула першість у класі «Ц», згодом — першість у класі «Б»; 1935 увійшла до класу «А».
Після війни діяльність «Поділля» відновлено. Коштів на купівлю взуття не вистачало, а тому грали ці молоді люди на Оболоні біля різні (бійня), без належного спорядження, звичайно в своїх власних черевиках чи босоніж.У 1920-1921 рр., заходами студента-правника Василя Онуферка та д-ра Степана Чумака, «Поділля» одержало від староства дозвіл на існування, виготовило статут і вперше провело купівлю футбольного спорядження і м’ячів. А от заходи, щоб придбати власну площу для футболу на Оболонні, спочатку не були успішними. Лише пізніше на місці сучасного продовольчого ринку виник стадіон «Поділля». З приміщенням для інвентарю «Поділля» мало чимало клопоту. Свого часу (десь на початку 30-их років) «усе Поділля», містилося «на обійстю» С. і Т. Баб’яків. у хаті або в «комірці». Туди приходили «змагуни» перед змаганнями по свої уніформи й футболівки. Коли ж змагання відбувались на площі коло міського парку, роздягальнею служила «шопа» на подвір’ї родини Чубатих (Петра й Ілярія) при Глиняній вулиці. У 1934 р. «Поділля» дістало приміщення в будинку Подільського Союзу Кооператив і залишилось там до 1939 р.
У 1936 році 8 футболістів та функціонерів УСТ «Поділля» нагороджено відзнаками футбольного союзу.
1938 року зіграла 24 матчі, дохід від яких становив 84393 злотих.
У 1930-х роках лікарем-патроном команди був доктор Чумак.
У серпні 1943 «Поділля» (яке становило основу збірної Тернополя) перемогло німецьку команду «Люфтваффе» з рахунком 1:0. У 1945 році після реорганізації товариства більшість футболістів «Поділля» увійшли до команди ДСТ «Локомотив».

### Місця в окружних змаганнях
«Поділля» та інші українські клуби Галичини, що входили до Українського спортового союзу, в 1920-х роках уникали зустрічей з польськими командами, та грали тільки проти українців. Згодом для підвищення рівня майстерності українські команди вступили до Львівського окружного футбольного союзу. Виступи у Львівському окрузі за сезонами:
- 1930 — клас B, група Тернопіль: 4 місце
- 1931 — клас B, група Тернопіль: 4 місце
- 1932 — клас B, група Тернопіль: 3 місце
- 1933 — клас B, група Тернопіль: 4 місце

1934 року створено Львівську окружну лігу (розширено колишній клас A), а із сезону 1936/1937 колишній клас B (територіальні групи) остаточно перейменовано на клас A:
- 1934 — клас B, група Тернопіль: 4 місце
- 1935 — клас A, група Тернопіль: 2 місце
- 1936 — клас B, група Тернопіль: 4 місце
- 1936/37 — клас A, група Тернопіль: 3 місце
- 1937/38 — клас A, група Тернопіль: 4 місце
- 1938/39 — клас A, група Тернопіль: 4 місце

Загалом, головна українська футбольна команда Тернополя поступалася за класом провідним дружинам міста: польським «Кресам» і єврейському «Єгуді».

## Гравці
- В. Борецький,
- Л. Бурбела,
- З. Зморчок,
- В. Качмарук (воротар),
- Ярослав Климовський,
- В. Козуб,
- І. Кордуба,
- М., О. та Р. Королюки,
- П. Кравченюк,
- І. Коцюмбас,
- Мар'ян Лукасевич, пізніше  — командир куреня УПА «Вовки», командир 28-го Холмського тактичного відтинку «Данилів», майор УПА (посмертно), псевдо — «Ягода», «Черник», «Чайка»[4]
- В. Майка,
- О. Мельничук,
- Р. Мороз,
- Б. Мітринґа,
- Петро Муран,
- Іван Онисько,
- В. та Є. Олейнюки (ост. — довголіт. капітан, згодом — тренер),
- А. Петерзіль,
- Р. Рудий,
- С. Тераз,
- В. та І. Чумаки,
- С. Юрчинський.